# نيكولو مارتينيني
نيكولو مارتينيني (مواليد 1 أغسطس 1999) هو سباح إيطالي، حصل على الميدالية البرونزية في سباق 100 متر صدر في أولمبياد 2020.وفي أولمبياد باريس 2024 حصل على الميدالية الذهبية في سباق 100 متر سباحة صدر.